# Pescueza
Pescueza (extremadurai nyelven La Pescueça, portugálul: Pescueça) település Spanyolországban, Cáceres tartományban. Pescueza Acehúche, Ceclavín, Cachorrilla, Casillas de Coria, Portaje és Moraleja községekkel határos. Lakosainak száma 150 fő (2024).

## Népesség
A település népessége az elmúlt években az alábbi módon változott:
| Lakosok száma | 201  | 176  | 165  | 157  | 167  | 166  | 160  | 148  | 138  | 150  |
|               | 2001 | 2004 | 2006 | 2009 | 2011 | 2014 | 2016 | 2019 | 2021 | 2024 |